# Don Byron

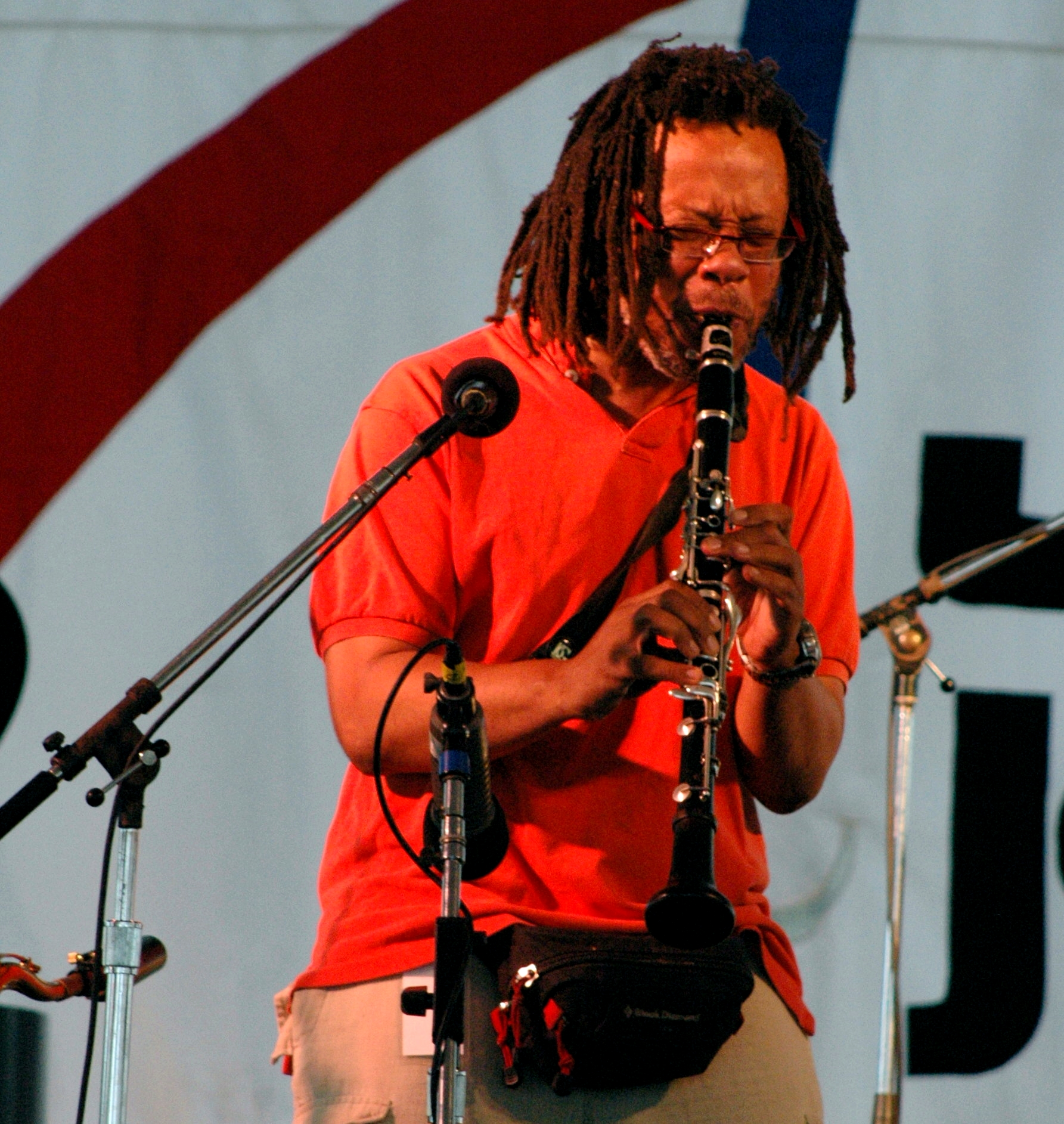
Don Byron Newport Jazz Festival 2005

Don Byron (* 8. November 1958 in New York City) ist ein US-amerikanischer Jazzmusiker, Klarinettist, Saxophonist und Komponist aus der Bronx. Er bewegt sich seit vielen Jahren konsequent in immer wechselndem Umfeld und setzt sich mit den unterschiedlichsten Musikgenres auseinander.

## Leben und Wirken
Byrons Eltern waren als Musiker tätig; die Mutter war Pianistin und der Vater Bassist in einer Calypsoband. Sie erkannten und förderten sein musikalisches Talent schon früh. So fand er einen guten Zugang zu Klassik, Ballett und  Jazz. Er studierte Musik bei George Russell am New England Conservatory in Boston. Dort spielte er auch in der von seinem Kommilitonen Hankus Netsky gegründeten Klezmer Conservatory Band (mit der er bis 1988 schon fünf Platten aufnahm).
International trat Byron erstmals 1983 in Hamiet Bluietts Clarinet Family neben J. D. Parran und David Murray auf den Berliner Jazztagen in Erscheinung. Mit Alben unter eigenem Namen zeigte er, dass seine künstlerische Spannweite neben Klezmer (Plays the Music of Mickey Katz) und dem Jazz, etwa dem Swing der Small Bands von Raymond Scott, John Kirby oder Duke Ellington (Bug Music), genauso afro-karibische Traditionen (Music for Six Musicians) umfasst, den Soul von Junior Walker wie Funk und Hip-Hop (Nu Blaxploitation), aber auch Adaptionen von Komponisten der europäischen Kunstmusik wie Robert Schumann (auf seinem Debütalbum Tuskegee Experiments) und Gustav Mahler (mit Uri Caine). Er ist ein Meister der Zitate, bleibt aber immer ein Vertreter des Modern-Creative-Stils.
Über die Jahre hat er u. a. mit Craig Harris, Vernon Reid, Ralph Peterson, Bobby Previte, Anthony Braxton, Steve Coleman, Bill Frisell, Joe Henry, Lalo Schifrin, Kris Davis (Duopoly, 2016) und vielen anderen aufgenommen. Das Neue-Musik-Ensemble Bang on a Can hat mit ihm 2006 eine CD mit seinen Kompositionen eingespielt.
Don Byron ist Mitglied der Black Rock Coalition.
Als Gastprofessor an der State University of New York in Albany lehrt er derzeit Musiktheorie, Saxophon, Improvisation und Komposition.

## Preise und Auszeichnungen
Schon 1992 wurde er vom Jazzmagazin Down Beat zum Jazzmusiker des Jahres gewählt. 2004 wurde sein Bassklarinetten-Solo zu I Want to Be Happy auf seinem Album Ivey-Divey für einen Grammy Award nominiert.

## Diskografische Hinweise
- Tuskegee Experiments (Nonesuch, 1992)
- Plays the Music of Mickey Katz (Nonesuch, 1993) mit Dave Douglas, Mark Feldman, J. D. Parran, Josh Roseman, Uri Caine, Steve Alcott, Richie Schwarz, Lorin Sklamberg, Avi Hoffman und Jay Berliner
- Music for Six Musicians (Nonesuch, 1995)
- Don Byron Quintet: No-Vibe Zone: Live at the Knitting Factory (Knitting Factory Works, 1996) mit Uri Caine, David Gilmore, Kenny Davis, Marvin Smitty Smith
- Bug Music (Nonesuch, 1996)
- urlicht / primal light Gustav Mahler / Uri Caine (Winter & Winter, 1997)
- Don Byron & Existential Dred: Nu Blaxploitation (Blue Note, 1998)
- Romance with the Unseen (Blue Note, 1999)
- A Fine Line: Arias and Lieder (Blue Note, 2000)
- You Are #6: More Music for Six Musicians (Blue Note, 2001) mit James Zollar, J. D. Parran, Milton Cardona
- Ivey-Divey (Blue Note, 2004) mit Lonnie Plaxico, Jack DeJohnette
- Bang on a Can All Stars & Don Byron: A Ballad for Many (Cantaloupe, 2006)
- Do the Boomerang – The Music of Junior Walker (Blue Note, 2006)
- Don Byron & Aruán Ortiz: Random Dances and (A)tonalities (2018)

### Aufnahmen von Kompositionen Byrons
- Ethel (Streichquartett): Four Thoughts on Marvin Gaye, Thought #3 auf Light (2006)